# 아리어 (뉴기니섬)
아리어(Ari)는 파푸아뉴기니 서남부 지역에서 쓰이는 언어로, 파푸아 제어의 트랜스뉴기니어족에 속해 있다. 2000년 인구 조사에 따르면 언어 사용 인구는 50명밖에 남지 않았다. 언어 인구는 계속 줄어들고 있으며 EGIDS 단계는 6b 단계로 위험에 처해 있다.